# Manfred Böttcher (Theologe)
Manfred Böttcher (* 1. März 1926 in Stettin; † 12. September 2019) war ein deutscher adventistischer Pastor, Theologe und Dozent sowie Direktor des Theologischen Seminars Friedensau.

## Leben
Manfred Böttcher wurde 1926 in Stettin in eine adventistische Pfarrersfamilie geboren. In Folge wuchs er in Pommern auf. Nachdem er das Abitur erlangt hatte, absolvierte er über zwei Jahre eine landwirtschaftliche Lehre in Niederschlesien. Anschließend wollte er Agrarwissenschaften studieren, wurde jedoch direkt nach der Immatrikulation an der Universität Breslau 1944 eingezogen. Im Dezember desselben Jahres ließ er sich in Görlitz in der dortigen adventistischen Gemeinde taufen. Nach dem Krieg arbeitete Böttcher ab Herbst 1946 in Friedensau in der Landwirtschaft. Nach der Nutzung des Seminars durch die Wehrmacht und folgend der Armee der Sowjetunion bis April 1947 war er an der Vorbereitung zur Wiedereröffnung beteiligt.
Böttcher absolvierte dann von 1947 bis 1950 ein Studium am Missionsseminar Friedensau. Danach wurde er Prediger in Leipzig sowie Dresden. In Leipzig heiratete er Vita Fiß. Aus der Ehe gingen fünf Kinder hervor. Seine Ordination erfolgte im Jahr 1955. Innerhalb der Organisation der Siebenten-Tags-Adventisten nahm er verschiedene Verantwortlichkeiten wahr und wurde schließlich 1968 Verbandsvorsteher der Gemeinschaft in der DDR. Dieses Amt füllte er bis 1982 aus. Zu diesem Zeitpunkt wurde er Direktor des Theologischen Seminars und Leiter der Friedensauer Anstalten, was er bis 1990 blieb. Dort trieb er die akademische Entwicklung voran, unter anderem, indem unter seiner Direktion 1983 eine Studienreform durchgeführt wurde, um eine Angleichung des Niveaus an das Studium an den Universitäten der DDR zu bewirken. Weiterhin wurde 1984 die Akkreditierung der Studienabschlüsse durch die adventistische Andrews Universität (USA) erlangt. Daneben erleichterte er die Studiumsmöglichkeiten für internationale Studierende am Seminar und führte 1987 einen jährlich stattfindenden Tag der offenen Tür ein. Gemeinsam mit weiteren erreichte er in der Zeit 1989/90 die staatliche Anerkennung des Theologischen Seminars als Theologische Hochschule, welche am 15. September 1990 erfolgte. Nach insgesamt mehr als 40 Jahren als Pastor ging er 1992 in den Ruhestand, lehrte jedoch noch weiter als Gastdozent in Friedensau und betätigte sich ehrenamtlich an der Hochschulbibliothek.
Im Jahr 1988 erhielt Böttcher die Ehrendoktorwürde (Doctor of Divinity) der Andrews University, Berrien Springs.

## Veröffentlichungen (Auswahl)
- Ihr sollt meine Zeugen sein. Der Zeugenweg und die Botschaft der ersten Christen. Nacherzählt und für die biblische Unterweisung bearbeitet von Manfred Böttcher. Union Verlag Berlin / Gemeinschaft der Siebenten Tags Adventisten, Berlin 1963.
- Wir wollten Jesus gerne sehen. Das Leben und die Lehren Jesu nacherzählt und für die biblische Unterweisung bearbeitet von Manfred Böttcher. Union Verlag Berlin, 1964 (Illustrationen Gernot Brandt)
- Unter Gottes Verheissung. Die Geschichten des Alten Testamentes von der Schöpfung bis zum Tode Moses. Gemeinschaft der Siebenten-Tags-Adventisten 1966.
- Gott und sein Volk. Gottes Weg mit dem Volke Israel. Nacherzählt und für die biblische Unterweisung bearbeitet von Manfred Böttcher. Union Verlag Berlin / Gemeinschaft der Siebenten Tags Adventisten, Berlin 1967.
- Will nichts als dein Jünger sein. Gemeinschaft der Siebenten-Tags-Adventisten 1968.
- Weg und Ziel der Gemeinde Jesu. Eine Einführung in das letzte Buch der Bibel; dargestellt für die Gemeinde. Union-Verlag 1978.
- Dialog und Zeugnis. Interkonfessionelle Kontakte und Konflikte einer Freikirche in der DDR. P. Lang, Frankfurt am Main, Berlin 2001, ISBN 978-3-631-38575-3.
- Christsein und ein ewiges Evangelium. Norddeutscher Verband 2001.
- Wagnis des Glaubens. Norddeutscher Verband 2001.
- Schlüssel zur Bibel. Erkunden, erkennen, erfahren. Advent-Verlag, Lüneburg [Germany] 2002, ISBN 3-8150-1847-1.
- Gratwanderungen einer Freikirche im totalitären Regime. Die Gemeinschaft der Siebenten-Tags-Adventisten in der DDR von 1945 bis 1990. Lang, Peter, GmbH, Intern, Frankfurt am Main 2005, ISBN 3-631-54797-8.
- Die Adventgemeinde in der DDR. Eine Gratwanderung von 1949 bis 1990. Advent-Verlag, Lüneburg 2007, ISBN 978-3-8150-1824-8.